# Apogon cookii
 Apogon cookii és una espècie de peix de la família dels apogònids i de l'ordre dels perciformes.

## Morfologia
Els mascles poden assolir els 10 cm de longitud total.

## Distribució geogràfica
Es troba des del Mar Roig i el Golf d'Oman fins a KwaZulu-Natal (Sud-àfrica), Japó, la Gran Barrera de Corall, Nova Caledònia i Tonga.